# Anisodes apogona
Anisodes apogona är en fjärilsart som beskrevs av Louis Beethoven Prout 1938. Anisodes apogona ingår i släktet Anisodes och familjen mätare. Inga underarter finns listade i Catalogue of Life.